# Гершковиц, Марк Алан
Марк Алан Гершковиц (англ. Mark A. Hershkovitz) — американский ботаник и куратор. В 1981 году Марк Алан получил степень бакалавра наук в Университете штата Иллинойс. Далее, он получил степень магистра наук и доктора философии в Калифорнийском университете в Дэвисе в 1986 и 1990 годах; Его докторская программа была посвящена ботанике. 
После этого он работал в Лаборатории молекулярной систематики Смитсоновского института в качестве постдокторанта, а примерно в 1996 Гершковиц присоединился к Национальному центру биотехнологической информации в качестве стипендиата в рамках награды за постдокторантуру по внутренним исследованиям. 
С 2005 года он является профессором Чилийского университета .

## Растения, описанные Гершковиц
Cistanthe calycina  (Phil. ) Carolin ex Hershk.
C cephalophora (I.M.Johnst.)Carolin ex Hershk.
C coquimbensis (Barnéoud)Carolin ex Hershk.
C cymosa (Phil.)Hershk.
C densiflora (Barnéoud)Hershk.
C fenzlii (Barnéoud)Hershk.
C longuiscapa (Barnéoud) Carolin ex Hershk.
- Parakeelya

P.balonensis (Lindl.)Hershk.

Phemeranthus spinescens (Torr.)Hershk.

## Публикации
Phylogenetic Studies in Centrospermae: A Brief Appraisal// Taxon 38: 602—608.
Phylogenetic assessment and revised circumscription of Cistanthe Spach (Portulacaceae). Ann Missouri Bot Gard. 1991;78:1009-1021
Revised circumscription and sectional taxonomy of Calandrinia Kunth and Montiopsis Kuntze (Portulacaceae) with notes on phylogeny of the portulacaceous alliance. Ann. Missouri Bot Gard. 1993;80:333-365
— Louise A Lewis 1996
Deep-level diagnostic value of the rDNA-ITS region Mol.Biol.Evol. 13: 1276—1295.
— Zimmer EA.1997 On the evolutionary origins of the cacti. Taxon 46:217-242.
— Zimmer EA. 2000 Ribosomal DNA evidence and disjunctions of western American Portulacaceae. Mol Phyl Evol. 15:419-439
—Zimmer EA, Hahn WJ.1999 Ribosomal DNA and angiosperm evolution. In: Hollingsworth PM, Bateman RM, Gornall RJ, editors. Molecular systematics and plant evolution. London: Taylor & Francis; p. 268—326
2006 Evolution of western American Portulacaceae in the Andean region. Gayana 28;63:13-74
2006 RIBOSOMAL AND CHLOROPLAST DNA EVIDENCE FOR DIVERSIFICATION OF WESTERN AMERICAN PORTULACACEAE IN THE ANDEAN REGION Gayana 63:13-74
— Arroyo, MK Bell Ch., Hinojosa F 2006
Phylogeny fo Chaetanthera
Molecular Phylogenetics and Evolution 41: 594—605